# Grimorium Verum
Grimorium Verum (česky Pravé grimorium) je grimoár z 18. století, jehož autorem je Alibeck Egypťan z Memfidy, který jej údajně napsal roku 1517. Jako mnoho dalších grimoárů je vychází z tradic krále Šalomouna.
Grimoár není překladem staršího díla, jak se tvrdí. Podle mystika Arthura Edwarda Waita je datum uvedené v grimoriu nepopiratelně podvodné; dílo vzniklo v polovině 18. století a pochází z Říma.

## Obsah knihy
Kniha první
- Obsahuje popis démonů, knížete Belzebuba a vévody Astarotha.

Kniha druhá
- Obsahuje popis planetárních hodin.

Kniha třetí
- Příprava mága

Kniha čtvrtá
- "Zde začíná Sanctum Regnum, nazývané královští duchové, nebo také klíček Šalamounův, nejučenějšího to hebrejského vyvolavače mrtvých a rabína. Tato kniha obsahuje různé kombinace znaků, jimiž může každý jak umí a kdy si přeje vyvolat nebo přivést mocnosti."